# Xã Enterprise, Quận Roberts, South Dakota
Xã Enterprise (tiếng Anh: Enterprise Township) là một xã thuộc quận Roberts, tiểu bang Nam Dakota, Hoa Kỳ. Năm 2010, dân số của xã này là 101 người.